# زاک اسپیرز
زاک اسپیرز (انگلیسی: Zak Spears؛ زاده ۱۵ ژانویه ۱۹۶۵) یک بازیگر پورنوگرافی اهل ایالات متحده آمریکا است.